# نیکولاس یوزف فون ژاکین
نیکولائوس یوزف فون ژاکین (هلندی: Nikolaus Joseph von Jacquin؛ ۱۶ فوریه ۱۷۲۷ – ۲۶ اکتبر ۱۸۱۷) دانشمند اهل اتریش بود که دربارهٔ پزشکی، شیمی و گیاه‌شناسی به مطالعه می‌پرداخت.
او در لیدن در هلند متولد شد. او در دانشگاه لیدن به فراگیری پزشکی پرداخت؛ اما بعداً به پاریس و سپس به وین نقل مکان کرد. بین سال‌های ۱۷۵۵ تا ۱۷۷۹ توسط فرانتس یکم، امپراتور مقدس روم به منظور گردآوری گل‌وگیاه برای کاخ شون‌برون، به غرب هند و آمریکای مرکزی فرستاده شد و مجموعه بزرگی از نمونه‌های حیوانی، گیاهی و معدنی را گردآوری کرد.
مخفف استاندارد Jacq. برای اشاره به این دانشمند در رده‌بندی علمی گیاه‌شناسی به کار می‌رود.
ژاکین ۲۶ اکتبر ۱۸۱۷ در وین درگذشت.